# Dugolančana-masna-acil-KoA reduktaza
Dugolančana-masna-acil-KoA reduktaza (EC 1.2.1.50, acil-KoA reduktaza, acil koenzim A reduktaza) je enzim sa sistematskim imenom dugolančani aldehid:NADP+ oksidoreduktaza (formira acil-KoA). Ovaj enzim katalizuje sledeću hemijsku reakciju
dugolančani aldehid + KoA + NADP+ {\displaystyle \rightleftharpoons } dugolančani acil-KoA + NADPH + H+
Zajedno sa EC 6.2.1.19, ligazom dugolančane masne-kiseline---luciferin-komponente, formira reduktazni sistem masnih kiselina koji formura supstrat za EC 1.14.14.3, alkanalnu monooksigenazu (FMN-vezanu). Ona je deo bakterijskog luciferaznog sistema.

## Literatura
- Nicholas C. Price; Lewis Stevens (1999). Fundamentals of Enzymology: The Cell and Molecular Biology of Catalytic Proteins (Third изд.). USA: Oxford University Press. ISBN 019850229X.
- Eric J. Toone (2006). Advances in Enzymology and Related Areas of Molecular Biology, Protein Evolution (Volume 75 изд.). Wiley-Interscience. ISBN 0471205036.
- Branden C; Tooze J. Introduction to Protein Structure. New York, NY: Garland Publishing. ISBN 0-8153-2305-0.
- Irwin H. Segel. Enzyme Kinetics: Behavior and Analysis of Rapid Equilibrium and Steady-State Enzyme Systems (Book 44 изд.). Wiley Classics Library. ISBN 0471303097.
- William P. Jencks (1987). Catalysis in Chemistry and Enzymology. Dover Publications. ISBN 0486654605.

## Spoljašnje veze
- Long-chain-fatty-acyl-CoA+reductase на 